# Novobisium tenue
Espèce
Synonymes
- Neobisium carolinensis tenue Chamberlin, 1930

Novobisium tenue est une espèce de pseudoscorpions de la famille des Neobisiidae.

## Distribution
Cette espèce est endémique des  États-Unis. Elle se rencontre au Tennessee, au Kentucky et en Caroline du Nord.

## Description
Le mâle holotype mesure 2,36 mm et la femelle paratype 3,07 mm.

## Systématique et taxinomie
Cette espèce a été décrite sous le protonyme Neobisium carolinensis tenue par Chamberlin en 1930. Elle est élevée au rang d'espèce par Chamberlin en 1962. Elle est placée dans le genre Novobisium par Muchmore en 1967.

## Publication originale
- Chamberlin, 1930 : A synoptic classification of the false scorpions or chela-spinners, with a report on a cosmopolitan collection of the same. Part II. The Diplosphyronida (Arachnida-Chelonethida). Annals and Magazine of Natural History, sér. 10, vol. 5, p. 1-48 & 585-620.